# John Elfström
Per Johan Hilding Elfström, kendt som John Elfström, født 20. april 1902 i Ovansjö, Gästrikland, Gävleborgs län, død 27. marts 1981 i Skarpäng, Täby kommune, Stockholms län, var en svensk skuespiller.

## Biografi
John Elfström blev født i Ovansjö sogn, men hans forældre flyttede hurtigt til Aspås i Jämtland, hvor han voksede op i det, der senere blev kendt som "Nuttetorpet" efter en karakter, "Nutte från Aspås", som han spillede i en række afsnit af Hylands hjørne i løbet af 1966. Som 15-årig stak han af hjemmefra med Cirkus Adolfi, men hans far bragte ham med det samme hjem.
Elfström kom til Stockholm i begyndelsen af 1920'erne, studerede på Elin Svenssons teaterskole og havde en kort forlovelse på Svenska Teatern. I 1926 rejste han til Finland og gjorde skuespillerkarriere i Åbo og Vasa. Han vendte tilbage til Sverige i 1940 og blev derefter engageret på Tantolundens friluftsteater.
John Elfström er for evigt kendt som Åsa-Nisse, og rollen som Åsa-Nisse gjorde ham populær. Han medvirkede i nitten Åsa-Nisse-film, den første i 1949 og den sidste optaget i 1968. Elfström optrådte også i seriøse sammenhænge. Ingmar Bergman lod ham spille den blinde arbejder i Musik I Mørket og i Arne Mattssons Hon Dansade En Sommar spillede han en ubehagelig præst. Han spillede på Dramaten, Operan og på Norrköping–Linköpings Stadsteater, og i løbet af 1960'erne tilhørte han TV-ensemblet.
Elfströms begravelse kan findes på den nordlige kirkegård i Täby kyrkby.

### Privat
John Elfström var gift fra 1933-1945 med børnebogsforfatteren Ulla, født Björkman og senere gift igen som Ulla Österberg. Med sangerinden Mia Goldi (1919–1988) fik han datteren Jeanette Gardner i 1953. Fra 1970 var han gift med manuskriptforfatteren Inga-Lisa Britz (1929–2013).

## Udvalgt filmografi
- Nordlandsfolk (1933, ukrediteret)
- Adolf i trøjen (1936, ukrediteret)
- Alle mand på post (1940)
- Den glade bager (1941)
- Stakkels Ferdinand (1941)
- Tre sønner (1945, ukrediteret)
- Den kloge kone (1946)
- Musik i mørket (1948)
- Åsa-Nisse (filmserie, 1949-1968)
- Når Stockholm sover (1950)
- Hun dansede en sommernat (1951)
- Hård klang (1952)
- En tilfældig pige (1952)
- En lektion i kærlighed (1954)
- Den hårde leg (1956)
- Blandt grever og baroner (1961)
- Ih, det var dog den stiveste (1970)